# University of Auckland
University of Auckland är ett universitet i Auckland. Universitetet, som grundades 1883, består av åtta fakulteter utspritt på sex campus och har fler än 40.000 studender.